# Camponotus longi
Camponotus longi är en myrart som beskrevs av Auguste-Henri Forel 1902. Camponotus longi ingår i släktet hästmyror, och familjen myror. Inga underarter finns listade.